# レックス・ラング
レックス・ラング（Lex Lang、1965年11月12日 - ） は、アメリカ合衆国の声優、シンガーソングライター、演出家、音響監督、H2Om Water with Intention社長。別名はウォルター・ラング (Walter Lang) 、アレクシス・ラング (Alexis Lang) 、アレックス・ラング (Alex Lang)。妻は声優のサンディ・フォックス。

## 人物・経歴
カリフォルニア州ハリウッドで生まれ、5歳の時に家族の都合でアリゾナ州スコッテールに移住。7歳で子役としてデビューしカタログモデルやラジオなどに出演する。
1981年にロックバンドグループ、KLMに参加した後、French Kissにリードシンガー及びギタリストとして参加。
スコッツデール・コミュニティ・カレッジとアリゾナ州立大学で演劇を専攻後、1989年（1988年とも）にハリウッドに戻り、ギタリストのデイヴ・オーゼガードと出会い、バンドを結成する。同年にミュージシャンズ・インスティテュート入学するが中退。
声優としては女優のエイミー・ジョー・ジョンソンから演出家のスコット・ページ＝パグターを紹介され、『パワーレンジャー』のエキストラでデビューし、半年間同番組に出演。
妻のサンディ・フォックスとともにバングズーム! エンタテイメントが行っている声優ワークショップの講師を担当している。
芸能活動以外では2007年にミネラルウォーター販売会社H2Om Water with Intentionを妻のサンディ・フォックスとともに設立し、社長に就任している。慈善団体Love Planet Records及びThe Love Planet Foundationの共同設立者でもある。

### 受賞歴
- 1986年アメリカン・カレッジ・シアターフェスティバル男優賞『Ray Caulder』（ローン・スター役）[2]
- 1987年ジョン・F・ケネディ・センター俳優賞『Bus Stop』（ボー・デッカー役）[2]
- 2004年デイタイム・エミー賞俳優賞『Tutenstein』[2]
- 2010年デイタイム・エミー賞俳優賞『おさるのジョージ』[2]

## 出演作品
※太字はメインキャラクター。

### テレビアニメ
1997年
- 神秘の世界エルハザード※アレクシス・ラング名義
- ストリートファイターII V※マンガ・エンターテイメント版、アレクシス・ラング名義

1998年
- ふしぎ遊戯

1999年
- デジモンアドベンチャー（ウォーグレイモン）
- 北斗の拳（ケンシロウ）※アレクシス・ラング名義
- バトルアスリーテス大運動会（オペレーター）
- 魔法騎士レイアース（ザガート、ランティス、レイアース、ウィンダム、魔物）※アレクシス・ラング名義
- るろうに剣心 -明治剣客浪漫譚-（比古清十郎）※Sony版

2000年
- アークザラッド（ジャック）
- 時空探偵ゲンシクン（ダイナ）
- デジモンアドベンチャー02（ウォーグレイモン）
- トライガン（ラジオのニュースキャスター）
- るろうに剣心 -明治剣客浪漫譚（相楽左之助）※メディアブラスター版

2001年
- 怪盗セイント・テール（早瀬）
- トランスフォーマー・ロボッツ・イン・ディスガイズ（トゥーライン）※ウォルター・ラング名義
- Night Walker -真夜中の探偵-（カイン、俊一）
- HAND MAID メイ（山崎）
- るろうに剣心 -明治剣客浪漫譚-（夷腕坊、警官）※メディアブラスター版
- 六門天外モンコレナイト（ルーク）

2002年
- 風まかせ月影蘭
- コスモウォーリアー零（アクセルーダー）
- チョーク・ゾーン（ロニー）
- デジモンテイマーズ（サイバードラモン）
- バビル2世（ロデム、バビル1世）
- マシュランボー（ガリザーニ）

2003年
- 藍より青し（鈴木）
- アルジェントソーマ（フランク）
- 頭文字D（高橋涼介、アナウンサー）※TOKYOPOP版
- Witch Hunter ROBIN（凪羅俊司、鳴海十三）
- ガンフロンティア（男B）
- 人造人間キカイダー THE ANIMATION（カーマインスパイダー）
- スクライド（君島邦彦）
- .hack//SIGN（クリム）
- 爆闘宣言ダイガンダー※ウォルター・ラング名義
- Heat Guy-J（男A）
- フィギュア17 つばさ&ヒカル（D・D）
- 炎の蜃気楼（高坂弾正/千秋修平）
- まほろまてぃっく（スラッシュ）
- まほろまてぃっく〜もっと美しいもの〜（スラッシュ）
- LAST EXILE
- ルパン三世 (TV第2シリーズ)（石川五ェ門）
- ワイルドアームズ トワイライトヴェノム（キアヌ・ファールウィンド）

2004年
- ウィッチ -W.I.T.C.H.-（ヴァルガ）
- 宇宙のステルヴィア（笙人律夫）
- ガングレイヴ（九頭文治）
- 攻殻機動隊 STAND ALONE COMPLEX
- ジャスティス・リーグ・アンリミテッド（泥棒1）
- 十二国記（尚隆）

2005年
- IGPX（デュー）
- 頭文字D Second Stage（高橋涼介）※TOKYOPOP版
- お伽草子（万歳楽）
- 最遊記RELOAD（三蔵法師）
- サムライチャンプルー
- ジャスティス・リーグ・アンリミテッド（アトミック・スカル/ジョー・マーティン、キャプテン・コールド、ヒート・ウェイヴ）
- 蒼穹のファフナー（近藤剣司）
- 天上天下（相良浩治）

2006年
- アバター 伝説の少年アン
- 神無月の巫女（大神カズキ）
- 最遊記RELOAD GUNLOCK（三蔵法師）
- ジャスティス・リーグ・アンリミテッド（ブルー・デビル/ダニエル・パトリック・キャシディ）
- NARUTO -ナルト-（月光ハヤテ）
- BLEACH（大前田希千代）
- Fate/stay night（柳洞一成）
- MÄR-メルヘヴン-（アラン）

2007年
- アイシールド21（黒木浩二）
- アバター 伝説の少年アン（ソジン）
- ザ・バットマン（ベイジル・カルロ/ニュークレイフェイス（2代目）、メタロー、ヒル市長、男1）
- NARUTO -ナルト-（テウチ）

2008年
- ザ・バットマン（技術者2）
- BLUE DRAGON（ブルードラゴン）
- らき☆すた（兄沢命斗、サンタ、TVの司会者）

2009年
- バットマン:ブレイブ&ボールド（ドクター・ポラリス）

2010年
- バットマン:ブレイブ&ボールド（ゴールド、水素）

2012年
- アベンジャーズ 地球最強のヒーロー（Dr.ドゥーム）
- Puppy in My Pocket: Adventures in Pocketville
- まほろまてぃっく特別編 ただいま◆おかえり（スラッシュ）

2015年
- アルドノア・ゼロ（クルーテオ）
- デュラララ!!×2 承（エゴール、青崎柊）
- デュラララ!!×2 転（エゴール、青崎柊）
- ドラえもん（2005年版）（ベンガル）
- Fate/stay night [Unlimited Blade Works]（葛木宗一郎）

2016年
- ドラゴンボール超（孫悟空）※バングズーム! エンタテイメント版
- Lastman
- ジョジョの奇妙な冒険 (テレビアニメ)（片桐安十郎）

2017年
- ルパン三世 PART IV（石川五ェ門）

2018年
- スター・ウォーズ レジスタンス（ - 2019年、ヴォンレグ少佐、ストームトルーパー 2、ストームトルーパー3）

2019年
- ルパン三世 血の刻印 〜永遠のMermaid〜（石川五ェ門）
- ルパン三世 グッバイ・パートナー（石川五ェ門）
- ルパン三世 PART5（石川五ェ門）

 2020年
- 呪術廻戦（夏油傑）

 2021年
- ルパン三世 プリズン・オブ・ザ・パスト（石川五ェ門）

2022年
- ルパン三世 (TV第1シリーズ)（石川五ェ門）
- ルパン三世 EPISODE:0 ファーストコンタクト（石川五ェ門）
- ルパン三世 PART6（石川五ェ門）
- BLEACH 千年血戦篇（大前田希千代）

### 劇場アニメ
1997年
- Armageddon（デルタボーイ）※アレクシス・ラング名義

1998年
- 幽☆遊☆白書（桑原和真[10]）

1999年
- ブラック・ジャック※アレクシス・ラング名義

2001年
- AKIRA※DVD版

2002年
- カウボーイビバップ 天国の扉
- ガンドレス（ケルベロス）
- 機動戦士ガンダム 第08MS小隊 ミラーズ・リポート

2003年
- ルパン三世 ルパンVS複製人間（石川五ェ門）

2004年
- エクスドライバー the Movie（ケイン時岡）
- 機動戦士ガンダムF91（バルド）
- Nina&Rei Danger Zone

2005年
- Thru the Moebius Strip

2007年
- 劇場版 NARUTO -ナルト- 大活劇!雪姫忍法帖だってばよ!!（風花ドトウ）

2012年
- デリー・サファリ（ニュースレポーター2）

2015年
- THE LAST -NARUTO THE MOVIE-（月光ハヤテ）
- モンスター・ホテル2

2016年
- Sheep & Wolves

2017年
- ザ・スター はじめてのクリスマス（ハンター）
- サン・オブ・ビッグフット（日本人3、ループグループ）
- バイオハザード: ヴェンデッタ
- Bobby the Hedgehog （ACチーム2）

2018年
- スパイダーマン スパイダーバース
- 劇場版 Fate/stay night [Heaven's Feel] I.presage flower（葛木宗一郎）
- ムタフカズ
- モンスター・ホテル クルーズ船の恋は危険がいっぱい?!
- ルパン三世 バビロンの黄金伝説（石川五ェ門、サム）

2019年
- アダムス・ファミリー
- LUPIN THE IIIRD 血煙の石川五ェ門（石川五ェ門）

2020年
- 名探偵コナン ゼロの執行人（日下部誠）
- ルパン三世 THE FIRST（石川五ェ門）

2021年
- ルパン三世VS名探偵コナン THE MOVIE（石川五ェ門）

2022年
- 劇場版 呪術廻戦 0（夏油傑）
- ハンクの肉球大決戦

2023年
- スパイダーマン: アクロス・ザ・スパイダーバース

### Webアニメ
2022年
- モンスター・ホテル 変身ビームで大パニック!

2023年
- ルパン三世VSキャッツ・アイ（石川五ェ門）
- ピーターと魔法の象

### OVA
1997年
- 真・女神転生 東京黙示録（小林章人）※アレクシス・ラング名義

1998年
- ジャイアントロボ THE ANIMATION -地球が静止する日
- 神秘の世界エルハザード2※アレクシス・ラング名義
- バトルアスリーテス大運動会

1999年
- 機動戦士ガンダム0083 STARDUST MEMORY（ディック・アレン）
- ザ・コクピット（キャプテンA）※ウォルター・ラング名義
- Ninja者（ハヤシ）

2000年
- 覚悟のススメ（葉隠覚悟）
- ジャングルDEいこう!（邪神オンゴ）
- 超獣伝説ゲシュタルト（オリビエ）

2001年
- 機動戦士ガンダム 第08MS小隊（ギニアス・サハリン）

2002年
- イース（ダルク・ファクト）
- エクスドライバー

2003年
- アイドルプロジェクト（マネージャー）
- イース 天空の神殿〜アドル・クリスティンの冒険〜（ダルク・ファクト）

2004年
- ここはグリーン・ウッド（古沢進一郎）※メディアブラスター版

2006年
- 鴉 -KARAS-（モンスター）

2019年
- ルパン三世 ルパンは今も燃えているか?（石川五ェ門）

### ゲーム
1997年
- ドラゴンボール FINAL BOUT（孫悟飯）

1999年
- ストリートファイターIII 3rd STRIKE -Fight for the Future-（ヤン）
- Might and Magic VII: For Blood and Honor

2000年
- Heroes of Might and Magic III: The Shadow of Death
- Might and Magic VIII: Day of the Destroyer

2001年
- Star Trek: Armada II
- Legends of Might and Magic

2000年
- Heroes of Might and Magic IV
- Might and Magic IX

2003年
- 真・三國無双3（諸葛亮、魏延、司馬懿）
- 真・三國無双3 猛将伝（諸葛亮、魏延、司馬懿）
- ゼノサーガ エピソードI［力への意志］（ルイス・バージル）

2004年
- クラッシュ・バンディクー5 え〜っ クラッシュとコルテックスの野望?!?（ドクター・ネオ・コルテックス）
- 真・三國無双3 Empires（諸葛亮、魏延、司馬懿）
- 戦国無双（雑賀孫市、大野治長）
- ファントム・ブレイブ（アッシュ）
- Painkiller（ルシファー）

2005年
- クラッシュ・バンディクー がっちゃんこワールド（ドクター・ネオ・コルテックス）
- 真・三國無双4（諸葛亮、魏延）
- スター・ウォーズ バトルフロントII（ハン・ソロ）
- DIGITAL DEVIL SAGA アバタール・チューナー（ハーリーQ）
- DEMENTO（デビリタス）
- デス バイ ディグリーズ（ブライス・アダムス）

2006年
- グランディアIII（エメリウス）
- 真・三國無双4 猛将伝（諸葛亮、魏延）
- 真・三國無双4 Empires（諸葛亮、魏延）
- ゼノサーガ エピソードIII［ツァラトゥストラはかく語りき］（ルイス・バージル）
- ファンタスティック・フォー（アニヒラス）
- 魔界戦記ディスガイア2（ゼノン）

2007年
- エウレカセブン TR1:NEW WAVE（ジャン）
- クラッシュ・バンディクー6（ドクター・ネオ・コルテックス）
- 真・三國無双5（諸葛亮、凌統）
- NARUTO -ナルト- ナルティメットヒーロー2（奈良シカク）
- 無双OROCHI（凌統、諸葛亮）

2008年
- クラッシュ・バンディクー7（ドクター・ネオ・コルテックス）
- 無双OROCHI 魔王再臨（凌統、諸葛亮）

2009年
- Star Wars: The Force Unleashed（ストームトルーパー1）

2010年
- Star Wars: The Force Unleashed II（ストームトルーパー1）
- バイオハザード ダークサイド・クロニクルズ（マービン・ブラナー）
- Mass Effect 2

2011年
- Saints Row: The Third
- Star Wars: The Old Republic
- トランスフォーマー/ダークサイド・ムーン

2012年
- マスエフェクト3
- Rise of Dragonian Era

2017年
- スター・ウォーズ バトルフロントII (2017)（ストームトルーパー）

2018年
- World of Warcraft: Battle for Azeroth

### 特撮
1994年
- バーチャル戦士トゥルーパーズ（シシュ＝キーボットの声、トルピードボットの声）
- パワーレンジャー（ヴォラ）※ノンクレジット

1995年
- マスクド・ライダー（サイボーセクトの声）※ウォルター・ラング名義

1996年
- パワーレンジャー・ジオ（ルイ・カブーンの声）※ノンクレジット
- ビッグ・バッド・ビートルボーグ（ヘアボールの声）

1997年
- パワーレンジャー・ターボ・映画版・誕生!ターボパワー（ライゴグの声、ラルゴの声）※アレクシス・ラング名義
- パワーレンジャー・ターボ（ライゴグの声※アレクシス・ラング名義、ラルゴの声※ノンクレジット）

1998年
- パワーレンジャー・イン・スペース（エクリプターの声※ウォルター・ラング名義、ライゴグの声※ノンクレジット、ジャカラックの声※ノンクレジット）

2002年
- パワーレンジャー・ワイルドフォース（ゼン＝アクの声（2代目））

### 実写映画
1991年
- リッチガール（デニス）

1992年
- リーおばちゃんのお肉パイ（ジョン）

1995年
- Blood Justice（ジョセフ）

1997年
- Dead Tides（ホセ）

1998年
- サイコ（予告編ナレーター）
- シックス・ストリング・サムライ（デスの声）
- ダークシティー（エリイアンの声）
- Termination Man（声）
- ロスト・イン・スペース（ジョン・ロビンソンのボイスマッチ、ドクター・スミスのボイスマッチ）

1999年
- エンド・オブ・デイズ（声の吹き替え）
- 将軍の娘 エリザベス・キャンベル（ロバート・ムーアのボイスマッチ）
- 13ウォーリアーズ（アハメッドのボイスマッチ）
- Don't Sleep Alone（声）
- ヴァンパイア/最期の聖戦（ナレーター、予告編ナレーター）
- ブラボー火星人2000（ボイスマッチ）
- マトリックス（予告編ナレーター）
- 隣人は静かに笑う（予告編ナレーター）

2000年
- リトル★ニッキー（悪霊の声）
- 悪いことしましョ!（悪魔の声）

2001年
- キャッツ & ドッグス（ブッチのボイスマッチ）
- セレンディピティ（声）

2002年
- ギャング・オブ・ニューヨーク（ビル・ザ・ブッチャーのボイスマッチ）
- タイムマシン（アレクサンダーの声の吹き替え）

2004年
- ドーン・オブ・ザ・デッド（ADRグループ）

2005年
- Just Friends（声の吹き替え）
- デビルズ・リジェクト マーダー・ライド・ショー2（声）
- Thru the Moebius Strip（その他の声）

2006年
- クライシス（声）
- 主人公は僕だった（声の吹き替え）
- Funny Money （声の吹き替え）

2007年
- ジェイク・アイデンティティー（声の吹き替え）
- チャプター27（声の吹き替え）
- バンク・クラッシュ（声の吹き替え）

2008年
- アイアンマン（声）
- あの日、欲望の大地で（ループグループ・ボイス）
- The Betrayed（ヴォラアーティスト）
- The Year of Getting to Know Us（その他の声）

2010年
- スリーデイズ（声の出演）

2012年
- ヒッチコック（その他の声）

2013年
- アイアンマン3（声）
- ウルヴァリン:SAMURAI（声の出演）
- ジャックと天空の巨人（ループグループ）
- ランナーランナー（その他の声）

2014年
- X-MEN:フューチャー&パスト（声の出演）
- 猿の惑星: 新世紀（声の出演）

2015年
- アベンジャーズ/エイジ・オブ・ウルトロン（ソコヴィア兵士、声の出演）
- メイズ・ランナー2: 砂漠の迷宮（その他の声）
- ファンタスティック・フォー（声の出演）

2016年
- X-MEN:アポカリプス（声の出演）
- ダークネス（ループグループ・アーティスト）
- デッドプール（声の出演）
- ローグ・ワン/スター・ウォーズ・ストーリー（その他の声）

2017年
- 猿の惑星: 聖戦記（声の出演）
- ジャスティス・リーグ（ADRループグループ）
- バトル・オブ・ザ・セクシーズ（その他の声）
- マイティ・ソー バトルロイヤル（ADRループグループ）
- ライフ（ループグループ・ボイス）

2018年
- アクアマン（ADRループグループ）
- アベンジャーズ インフィニティ・ウォー（ADRループグループ）
- ザ・プレデター（ADRループグループ）
- デッドプール2（ADRループグループ）
- ハン・ソロスター・ウォーズ・ストーリー（その他の声）
- メイズ・ランナー: 最期の迷宮（ADRループグループ）

2019年
- X-MEN:ダーク・フェニックス（ADRループグループ）
- スター・ウォーズ/スカイウォーカーの夜明け（その他の声）

2020年
- 野性の呼び声（その他の声）

2021年
- タミー・フェイの瞳（その他の声）
- ドント・ブリーズ2（ループグループ）

### 配信映画
- パーキング（2022年、声の出演）

### テレビ映画
1997年
- チンプ・リップ・シアター（ガリバーの声、アーノルド・シュワルツェネッガーの声）

2002年
- マペットのメリー・クリスマス（ループグループ・ボイス）

2006年
- カンフー・プリンセス・ウェンディー・ウー（声の吹き替え）
- Cow Belles（声）

### テレビドラマ
出演年不明
- ALPHAS/アルファズ（声）
- アントラージュオレたちのハリウッド（声の吹き替え）
- ウォーキング・デッド（声）
- ギルモア・ガールズ（声の吹き替え）
- デューン/砂の惑星（声）

2006年
- スティーヴン・キング 8つの悪夢（声の吹き替え）

2014年
- エージェント・オブ・シールド（エージェント・デッカーの声）
- コンスタンティン（デーモンの声、マイク・メーソンの声）
- パーセプション 天才教授の推理ノート（パトロンの声）
- Black Box（Dr.マックスウェルの声）

### ネットドラマ
2017年
- Star Trek Continues（ケストリックの声）

### テレビ番組
- ヒストリーチャンネル（ドキュメンタリーナレーター）

### 吹き替え
1999年
- 魔界転生 THE ARMAGEDDON（由井正雪）

2001年
- 魔界転生 THE ARMAGEDDON 魔道変（由井正雪）

2003年
- VERSUS（ヒロ）

2004年
- ALIVE（八代天周（榊英雄））

### 舞台
- Ray Caulder（ジョン・F・ケネディ・センター公演）

### その他
2003年
- プレイボーイ ビデオプレイメイトカレンダー2004（ナレーター）

2004年
- プレイボーイ ビデオプレイメイトカレンダー2005（ナレーター）

2005年
- プレイボーイ ビデオプレイメイトカレンダー2006（ナレーター）

2006年
- プレイボーイ ビデオプレイメイトカレンダー2007（ナレーター）

2008年
- アドベンチャーズ・イン・ボイス・アクティング（本人出演）

## 参加作品

### テレビアニメ（スタッフ）
1999年
- 魔法騎士レイアース（台本、音楽プロデューサー）

2000年
- 魔法騎士レイアース（主題歌作詞）

2002年
- バビル2世（演出、ADR台本）

2003年
- 十二国記（ADRディレクター、ADR台本）
- 炎の蜃気楼（ADRディレクター、台本）

2005年
- 蒼穹のファフナー（ボイスディレクター）

2015年
- アルドノア・ゼロ（ボイスディレクター）
- 結城友奈は勇者である（ADRディレクター）※第4話まで

### OVA（スタッフ）
- エクスドライバー（2002年、ADRディレクター、ADR台本）
- アイドルプロジェクト（2003年、ADRディレクター）※第3、4巻のみ

### 劇場アニメ（スタッフ）
- エクスドライバー the Movie（2004年、ボイスディレクター）
- 名探偵コナン ゼロの執行人（2020年、ADRディレクター）

### ゲーム（スタッフ）
2006年
- スターシップ・トゥルーパーズ（ボイスオーバーディレクター）

2007年
- PROJECT SYLPHEED（ボイスディレクター）
- WARHAWKD（ボイスディレクター）

2008年
- RACE DRIVER:GRID（ボイスディレクター）

2017年
- Friday the 13th: The Game（ボイスオーバーディレクター）

## 音楽
- Tactics（2000年、英語版カバー）